# Крижаний сфінкс
«Льодяний сфінкс» (фр. Le Sphinx des glaces) — роман французького письменника Жюля Верна, написаний 1897 року як продовження книги Едгара По «Пригоди Артура Гордона Піма». «Крижаний сфінкс» — єдина книга Верна, де протягом усієї розповіді події відбуваються в Антарктиці.
У 1897 році, коли писався роман, про Антарктику було відомо мало, внаслідок чого Жюль Верн іноді допускає помилки. Вони, однак, стосуються або географічного розташування земель Антарктики, або поведінки айсбергів, будова яких у той час була недостатньо вивченою. Але жодної помилки, що стосується історії дослідження Антарктиди, читач у Верна не знайдете, бо письменник її прекрасно знав і на початку 1870-х років опублікував тритомну працю «Історія великих подорожей». У «Льодяному сфінксі» Верн точно слідує своїм словам: «Якщо читач може здогадатися, як скінчиться книга, то її не варто було й писати». Розв'язка книги і справді абсолютно непередбачувана.
Цей роман зайвий раз підтверджує, наскільки суперечливою є думка, що до кінця творчої діяльності Жюля Верна належать його «слабкі» твори.